# Невидимий рожевий єдиноріг

Зображення Невидимого рожевого єдинорога у геральдичному стилі

Невидимий рожевий єдиноріг, (англ. Invisible Pink Unicorn, IPU) — божество однієї з пародійних релігій, яке використовують для глузування з теїстичних вірувань. Божество зображене у формі невидимого рожевого єдинорога, обидві з характеристик якого взаємно виключають одна одну, що є спробою ілюстрації атеїстами і скептиками релігії сучасної концепції Чайника Рассела. Невидимий рожевий єдиноріг часто вживають з іншою релігійною пародією — Летючим локшинним монстром.